# Micropeza stigmatica
Micropeza stigmatica är en tvåvingeart som beskrevs av Wulp 1897. Micropeza stigmatica ingår i släktet Micropeza och familjen skridflugor. Inga underarter finns listade i Catalogue of Life.